# Computer-aided dispatching
Computer-aided dispatching of computer-assisted dispatching (in het Nederlands: computergeassisteerd uitzenden) is een manier om mobiele eenheden (zoals taxi's, bussen of hulpdiensten) ter plaatse te sturen door middel van computersoftware; deze noemt men dan CAD-software. CAD-systemen kunnen gebruikt worden om de dichtstbijzijnde eenheid bij een bepaalde plaats te lokaliseren of gegevens door te sturen aan eenheden via mobiele computerterminals geïnstalleerd in voertuigen. Een CAD-systeem kan al dan niet gekoppeld zijn aan een radiocommunicatiesysteem om ook onmiddellijk te kunnen communiceren met mobiele eenheden. CAD-systemen maken het zo makkelijk voor personeel in een centrale het overzicht te behouden over al hun uitgezonden eenheden.

## Hulpdiensten
Een belangrijke plaats waar CAD-systemen worden toegepast zijn meldkamers voor hulpdiensten, waar het zo snel mogelijk ter plaatse sturen van bijvoorbeeld een politiewagen of ambulance vaak van levensbelang is. In België werken alle Communicatie- en Informatiecentra van de politie en sommige Hulpcentra 100/112 met de CAD-software van A.S.T.R.I.D. (de Belgische telecomoperator voor alle hulp- en veiligheidsdiensten). De overige Hulpcentra 100/112 werken met het CAD-systeem van CityGIS. Op termijn zullen alle Hulpcentra 100/112 samengevoegd worden met de Communicatie- en Informatiecentra tot geïntegreerde 112-centra waar alle noodoproepen voor alle hulpdiensten zullen behandeld worden. Om dit te verwezenlijken zullen alle Hulpcentra 100/112 op de CAD-software van A.S.T.R.I.D. overschakelen.